# Consejo de los Quinientos

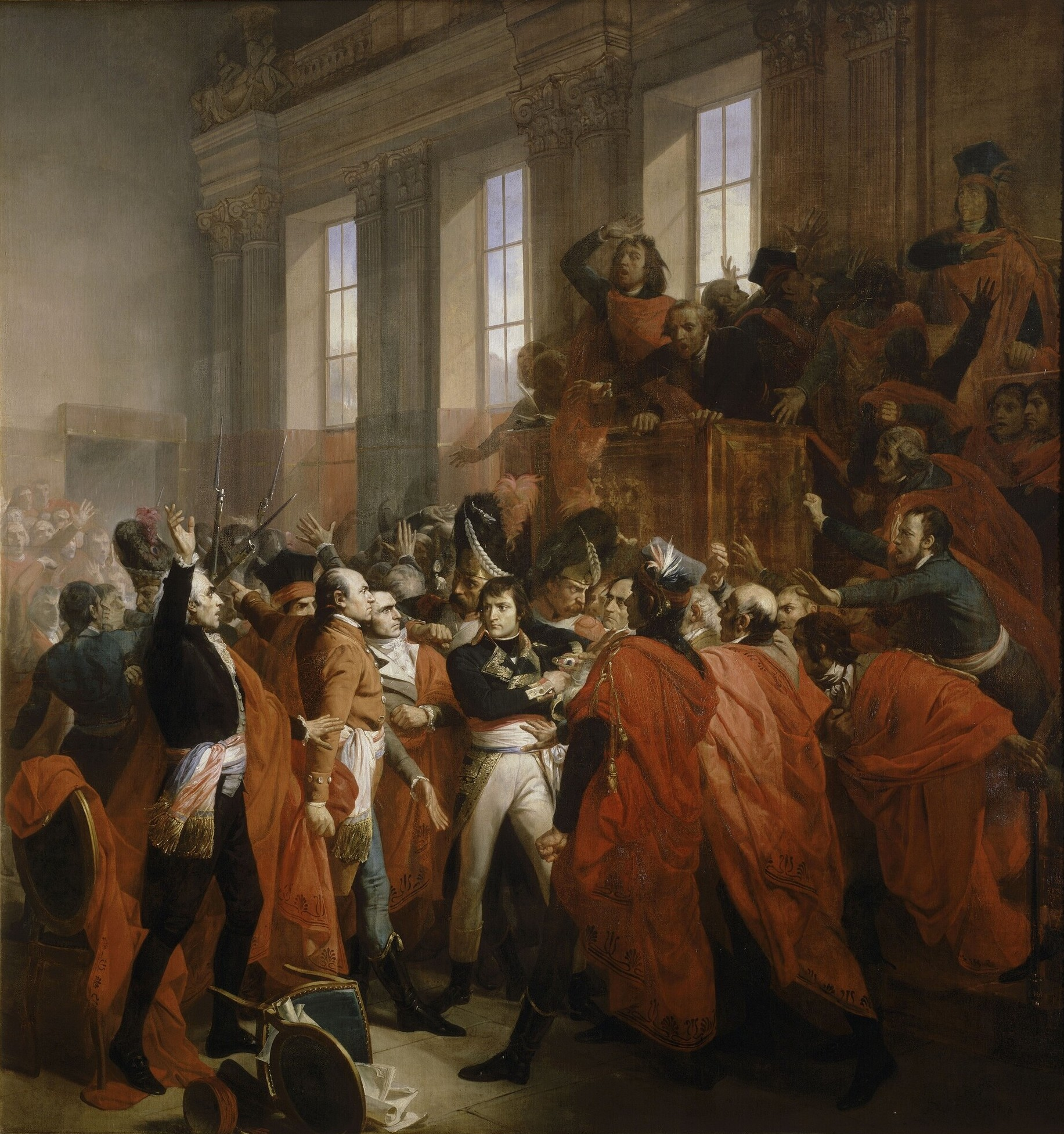
El general Bonaparte y el Consejo de los Quinientos reunidos en Saint-Cloud el, por François Bouchot (1840).

El Consejo de los Quinientos (del francés: Conseil des Cinq-Cents) fue la Cámara baja legislativa francesa del Directorio, que junto con el Consejo de Ancianos (Cámara alta) fue instituida por la Constitución del año III. Esta Constitución había sido adoptada por la Convención Termidoriana en agosto de 1795 y puesta en vigor el 23 de septiembre del mismo año; establecía un sistema legislativo bicameral en Francia.
Tras el golpe de Estado del 18 de Brumario que puso fin al Directorio, el Consejo de los Quinientos fue disuelto por Napoleón Bonaparte. La sede del consejo estuvo en la Salle du Manège del Palacio de las Tullerías hasta 1798, cuando se trasladó al Palacio Borbón (actual sede de la Asamblea Nacional).

## Origen
El Consejo de los Quinientos fue diseñado inspirándose en dos antecedentes:
- El más antiguo es el también llamado Consejo de los Quinientos, o Boulé, asamblea de la antigua Grecia, cuyo funcionamiento armonioso garantizaba la democracia clásica griega.
- El sistema bicameral de la Constitución del Año III trasladaba a Francia el esquema inglés; en ese sentido, la función de los Quinientos era equiparable a la de los Comunes ingleses.

## Composición y funcionamiento

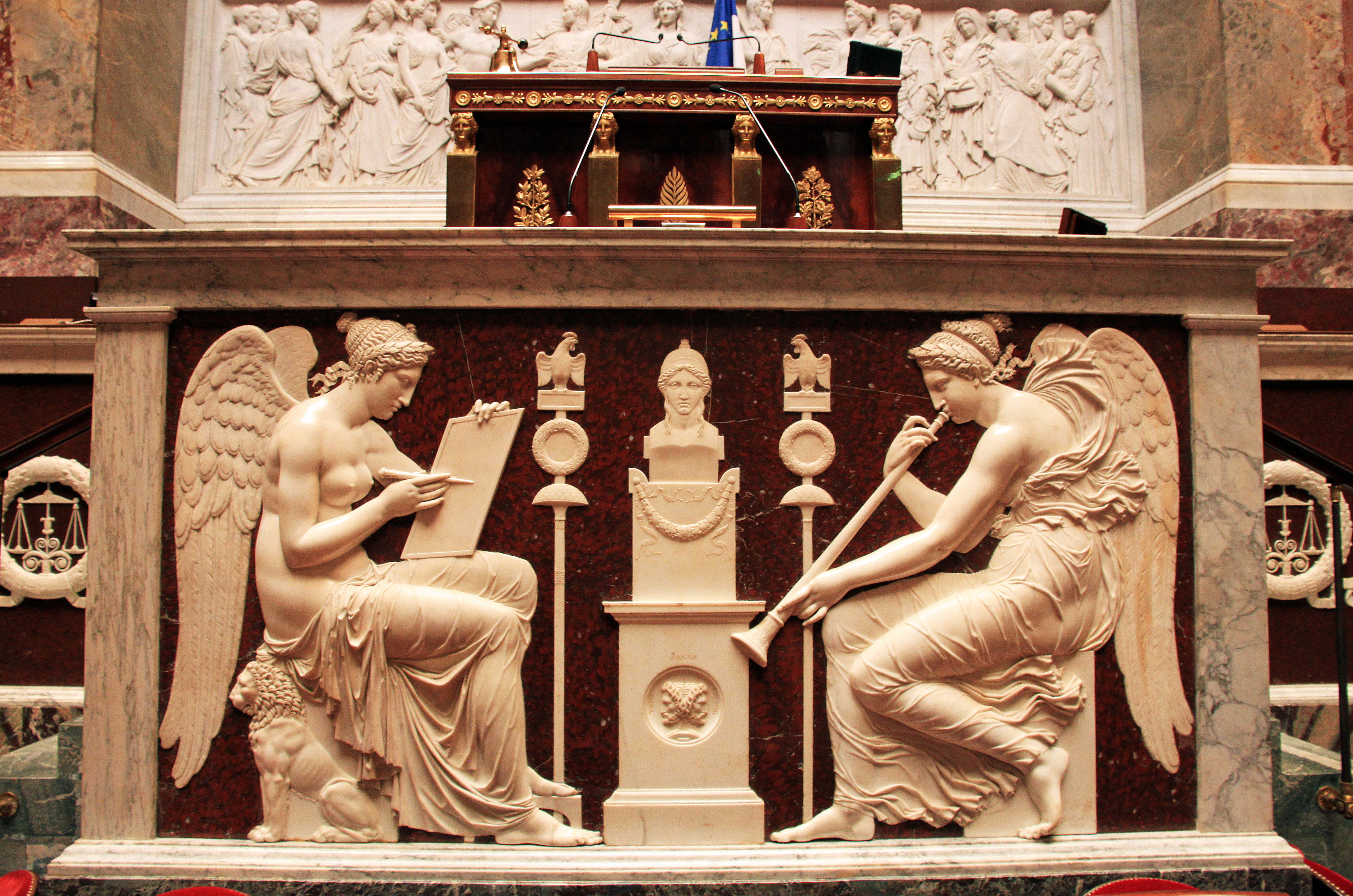
Plataforma del hemiciclo del Palacio Borbón. El bajorrelieve en primer plano representa "La Renommée embouchant sa trompette publie les grands évènements de la Révolution et l'Histoire écrit le mot République", y fue esculpido por François-Frédéric Lemot (1772-1827) en 1798. una de las reliquias de la sala original del Consejo de los Quinientos.

El Consejo estaba integrado por 500 miembros electos por sufragio censitario, mayores de 30 años y residentes al menos 12 meses en el territorio nacional. Se renovaba anualmente por tercios y ejercía las funciones de Cámara de primera lectura de las leyes. Así, tenía derecho a plantear las proposiciones de ley y votar las resoluciones para que fueran sometidas posteriormente a la aprobación del Consejo de los Ancianos. Igualmente, presentaba a este la lista de 50 candidatos entre los cuales los Ancianos escogían a los cinco Directores.